# Сенкевич, Александр Николаевич
Алекса́ндр Никола́евич Сенке́вич (род. 26 февраля 1941, Москва, СССР) — советский и российский индолог, филолог, писатель и литературный переводчик, поэт.

## Биография
Александр Сенкевич родился в Москве в семье геологов. В 1965 году окончил Институт восточных языков при МГУ. Доктор филологических наук (тема диссертации: Художественные направления в поэзии Хинди: (40-е-80-е гг. XX в.), 1990), Президент Общества культурного и делового сотрудничества с Индией с 1999 года. Участник индологических конференций.
Член Союза российских писателей. Публикуется с 1967 года, когда в газете «Комсомольская правда» впервые были напечатаны его стихи с предисловием Арсения Тарковского.
Перу Сенкевича принадлежат поэтические сборники: «Случайная игра» (1994), «Чувство бытия» (2002), «Мерцающая тьма» (2004), «Предвестие» (2007, второе издание — 2008). Две последние книги изданы в Латвии, в Риге, с параллельным переводом на латышский язык классиком латышской поэзии Имантом Аузинем. В 2010 году в Риге вышла пятая поэтическая книга Сенкевича «Западание клавиш». В феврале 2011 года в московском издательстве «Время» в серии «Поэтическая библиотека» увидела свет его шестая книга «Скользящие тени».
Как исследователь индийский литературы, выпустил книгу, посвященную крупнейшему поэту хинди Хариваншраю Баччану, и монографию «Общество, культура, поэзия: (Поэзия хинди периода независимости)». Две книги Александра Сенкевича были переведены и изданы на хинди: «Баччан: комментарий к творчеству» и сборник «Современная хиндиязычная литература».
Книга о Хариваншрае Баччане получила высокую оценку Индиры Ганди, которая представила книгу индийским читателям. В индийской периодической печати появилось множество статей и рецензий на изданные на языке хинди книги Сенкевича.
В 1987 году в издательстве «Молодая гвардия» вышла книга об Индии «Бессмертный лотос» в связи с двумя фестивалями советско-индийской дружбы — Индии в СССР и СССР в Индии. Составителем и одним из основных авторов этой книги стал А.Сенкевич.
Александр Сенкевич перевел на русский язык с языка хинди стихотворения крупнейших поэтов хинди двадцатого века. В том числе Агьейи, Муктибодха, Хариваншрая Баччана, Сарвешвара Даяла Саксены, Кайлаша Ваджпейи, Ашока Ваджпейи, Рагхувира Сахая, Шриканта Вармы, Ганги Прасада Вимала. Все его переводы были опубликованы в 80-е и 90-е годы в сборниках, выпущенных в свет издательствами «Молодая гвардия», «Художественная литература», «Прогресс», а стихотворения Рагхувира Сахая вышли отдельной книгой 50-тысячным тиражом. Александр Сенкевич принимал участие в крупных научных индологических конференциях. В частности, в «Третьем Международном конгрессе хинди» (Дели, 1983), Международном семинаре «Традиции „Рамаяны“ и национальные культуры в Азии» (Лакхнау,1986), Международном симпозиуме «Социальная сатира в современных литературах Азии и Африки» (Улан-Батор, 1988), Международном симпозиуме «Фольклор в славянских, финно-угорских и индийских литературах» (Дели, 1989).
В 2008 году о поэтической деятельности Сенкевича был снят документальный фильм «Доктор Сенкевич», который демонстрировался на Каннском кинофестивале.
Наибольшую известность получил как биограф Е. П. Блаватской. Выступает как критик рериховских обществ, в свою очередь подвергается критике со стороны рериховедов.
Александр Сенкевич постоянно путешествует по Индии. Он инициатор и руководитель многочисленных Трансгималайских экспедиций. География этих экспедиций разнообразна: Северная Индия, Бутан, Непал, Тибет. В Гималайской одиссее часто принимали и принимают участие его друзья, среди них выдающиеся деятели российской культуры, писатели и журналисты: Юрий Мамлеев, Леонид Юзефович, Святослав Бэлза, Василий Песков, Лев Аннинский, Михаил Задорнов и другие.

## Отзывы
Кандидат исторических наук М. Егорова, отмечая, что в сборнике «Бессмертный лотос. Слово об Индии» (1987), составленным А. Н. Сенкевичем, имеются хорошие стихи, рассказы, эссе и путевые заметки, также подробно останавливается на некоторых недостатках сборника. Егорова указывает, что в сборник добавлена часть главы «Уныние» известного индийского политика Джавахарлала Неру, которую он написал в тюрьме. В данной главе содержится острая критика религии, но данная критика стала следствием определённых событий. Опубликованный без каких-либо комментариев, текст «даёт упрощенное представление о сложном и неоднозначном отношении Неру к религии» и не учитывает более позднее осмысление им намерений Махатмы Ганди и более поздние высказывания Неру о большей важности духовных факторов, отмечает Егорова.
Егорова также указывает, что А. Сенкевич и Д. Урнов добавили в сборник фрагмент из книги Е. П. Блаватской «Из пещер и дебрей Индостана. Письма на Родину». При этом послесловие, написанное Д. Урновым, Егорова характеризует как порочащее Блаватскую:  «Предвзятость  изложения  биографии Е. П. Блаватской, изобилующего ироническими замечаниями в ее адрес, оскорбительными предположениями, умаляющими сравнениями с персонажами А. Н. Островского, являет пример дани очернительному клише».

## Список работ
- Сенкевич А. Н. Венедикт Ерофеев. Человек нездешний. — Москва: Молодая Гвардия, 2020. — 751 с. — ISBN 978-5-235-04416-6.
- Сенкевич А. Н. Будда. — Москва: Молодая Гвардия, 2018. — 431 с. — ISBN 978-5-235-04100-4.
- Сенкевич А. Н. Блаватская. — второе издание. — Москва: Молодая Гвардия, 2018. — 528 с. — (Жизнь замечательных людей). — ISBN 978-5-235-04076-2.
- Сенкевич А. Н. Будда. — Москва: Молодая Гвардия, 2017. — 480 с. — (Жизнь замечательных людей). — ISBN 978-5-235-03981-0.
- Сенкевич А. Н. Елена Блаватская. Между светом и тьмой. — М.: Алгоритм, 2012. — 480 с.
- Сенкевич А. Н. Блаватская. — М.: Молодая Гвардия, 2010. — 494 с. — (Жизнь замечательных людей). — ISBN 978-5-235-03283-5.
- Сенкевич А. Н. Елена Блаватская. Мистика судьбы. — М.: Эксмо, 2005. — 448 с.
- Сенкевич А. Н. Семь тайн Елены Блаватской. — М.: Современник, 2000. — 381 с. — ISBN 5-270-01287-1
- Сенкевич А. Н. Елена Блаватская. — М.: АСТ, 1999. — 208 с.
- Общество. Культура. Поэзия. (Поэзия хинди периода независимости). АН СССР, Ин-т мировой лит. им. А. М. Горького. — М.: Наука, 1989. — 227 с.
- Сенкевич А. Н. Древняя и молодая. Проблемы и образы современной индийской литературы. — М.: Знание, 1987. — 62 с.
- Сенкевич А. Н. Самкалин хинди сахитъя («Современная хиндиязычная литература»), Дели, 1984
- Сенкевич А. Н. Баччан: эк въякхъя («Баччан: комментарий к творчеству»), Дели, 1983
- Сенкевич А. Н. Хариванш Рай Баччан. — М.: Наука, 1979. — 224 с.

## Переводы с хинди
- Из современной индийской поэзии: Сб. Пер. с хинди, бенгали, гуджарати, телугу/. Сост.: А. Н. Сенкевич и др. М.: Прогресс,1980.-(Из национальной поэзии), 264 с.
- Сахай Рагхувир. Избранное. Пер.с хинди. М.:Молодая Гвардия, 1983.-(Современная зарубеж.лирика)
- Индийская поэзия XX века. Том 1. Перевод с разных языков. М.:1990. (Хариванш Рай Баччан, Шамшер Бахадур Сингх, Агъей, и др.)
- Индийская поэзия XX века. Том 2. Перевод с разных языков. М.:1990. (Г.-М.Муктибодх, С.-Д.Саксена, Шрикант Варма, Кедарнатх Сингх, Кайлаш Ваджпеи, Ашок Ваджпеи и др.)
- На ступеньках в солнцепек. Рассказы писателей хинди. Пер.с хинди А. С. Бархударова и А. Н. Сенкевича, М.:, 1978

## Поэзия
- Сенкевич А. Н. Неоконченное прошлое II. Рига, 2016
- Сенкевич А. Н. Неоконченное прошлое. Рига, 2015
- Senkevičs Aleksandrs. Uz nezināmu telpu. Rīga, 2014
- Сенкевич А. Н. Западание клавиш. Третье издание, Рига, 2012
- Сенкевич А. Н. Западание клавиш. Второе издание. Рига, 2011
- Сенкевич А. Н. Скользящие тени. Москва, 2011
- Сенкевич А. Н. Западание клавиш. Рига, 2010.
- Сенкевич А. Н. Предвестие. Второе издание. Рига, 2008
- Сенкевич А. Н. Предвестие. Первое издание. Рига, 2007
- Сенкевич А. Н. Мерцающая тьма. Рига, 2004
- Сенкевич А. Н. Чувство бытия. Москва, 2002
- Сенкевич А. Н. Случайная игра. Москва-Париж, 1994.

## Награды
- Литературная премия И. А. Бунина (2007).
- Орден святого благоверного князя Даниила Московского 3-й степени (1998)